# Eupithecia fagicolaria
Eupithecia fagicolaria är en fjärilsart som beskrevs av Henry Harpur Crewe 1886. Eupithecia fagicolaria ingår i släktet Eupithecia och familjen mätare. Inga underarter finns listade i Catalogue of Life.